# Ключі (притока Іти)
Ключі́ (рос. Ключи) — річка в Росії, ліва притока Іти. Протікає територією Шарканського району Удмуртії.
Річка починається за 1 км на північний схід від колишнього присілка Гущино. Протікає спочатку на північний схід, біля присілку Удмуртські Альці повертає на північ і так тече до самого гирла. Останні 1,5 км річка протікає територією Дебьоського району. Береги річки подекуди заліснені, у нижній течії заболочені. На річці створено декілька ставків. Річка приймає декілька дрібних приток.
Над річкою розташовано присілок Удмуртські Альці Шарканського району.